# La Roche Vendée Football
La Roche Vendée Football is een Franse voetbalclub uit La Roche-sur-Yon. De club ontstond in 1989 na een fusie tussen AEPB La Roche en FC Yonnais. AEPB en de fusieclub speelden vier seizoenen in de Division 2 en Yonnais 1 seizoen.

## Geschiedenis

### AEPB La Roche
De club werd in 1947 opgericht als Amicale des Écoles Publiques du Bourg-sous-la-Roche uit het dorpje Bour-sous-la-Roche dat in 1964 fusioneerde met de gemeente La Roche-sur-Yon. In 1976 werd de club kampioen van de DH Atlantique en promoveerde zo naar de toenmalige Division 3 (derde klasse). In 1984 promoveerde de club naar de Division 2, maar werd daar meteen terug naar de Division 3 verwezen. Na een tweede plaats promoveerde de club opnieuw en kon nu wel het behoud verzekeren. Na drie middelmatige seizoenen slorpte de club FC Yonnais op en nam nu de naam La Roche Vendée Football aan.

### FC Yonnais
De club werd in 1932 opgericht als FC La Roche-sur-Yon, ook wel FC Yonnais genaamd. In 1972 werd de club kampioen in de DH Atlantique en promoveerde zo naar de Division 3, waar het drie jaar verbleef. Bij de terugkeer in de DH Atlantique werd rivaal AEPB kampioen, maar Yonnais pakte het jaar erna de titel. Na een tweede plaats in 1983 achter het B-elftal van Toulouse FC promoveerde de club naar de Division 2. De club werd zeventiende en degradeerde. Het volgende seizoen werd de club nog vijfde, maar gleed dan langzaam weg en degradeerde in 1987 zelfs naar de vierde klasse. In 1989 werd de club opgeslorpt door AEPB dat inmiddels al enkele seizoenen in de Division 2 speelde.

### La Roche VF
Onder de nieuwe naam La Roche VF speelde de club verder in de Division 2. De fusie had de club echter niet beduidend sterker gemaakt en de club bleef in de lagere middenmoot spelen. Na vier seizoenen degradeerde de club naar de Championnat National (derde klasse). In 1996 degradeerde de club opnieuw. In 2000 werd de club kampioen en keerde terug naar de National. Na een negende en een tiende plaats volgden twee degradaties op rij. De CFA 2 was de laagste speelklasse in meer dan vijftig jaar voor de club. In 2006 werd de club nog derde, maar in 2007 volgde een nieuwe degradatie. Voor het eerst sinds 1977 speelt de club in de DH Atlantique dat toen nog de vierde klasse was, maar nu het zesde hoogste niveau in Frankrijk is. In 2013 promoveerde de club naar de CFA 2. In 2023 promoveerde de club naar de National 2.